# Калганов, Иван Прокофьевич
Иван Прокофьевич Калганов (1915—1980) — майор Советской Армии, участник Великой Отечественной войны, Герой Советского Союза (1945).

## Биография
Иван Калганов родился 15 января 1915 года в станице Старотитаровская (ныне — Темрюкский район Краснодарского края). В 1941 году он окончил Новочеркасский инженерно-мелиоративный институт. В июне того же года Калганов был призван на службу в Рабоче-крестьянскую Красную Армию. Окончил курсы усовершенствования командного состава при Военно-инженерной академии. С октября 1941 года — на фронтах Великой Отечественной войны. К февралю 1945 года капитан Иван Калганов командовал ротой 58-го инженерно-сапёрного батальона 62-й инженерно-сапёрной бригады 6-й армии 1-го Украинского фронта. Отличился во время форсирования Одера.
В период с 3 по 8 февраля 1945 года Калганов руководил работами своей роты по возведению шестидесятитонного моста через Одер к северо-западу от Бреслау. Несмотря на ледоход на реке, сапёрам удалось выполнить строительство в срок, благодаря чему советские войска на этом участке быстро сумели переправиться.
Указом Президиума Верховного Совета СССР от 10 апреля 1945 года капитан Иван Калганов был удостоен высокого звания Героя Советского Союза с вручением ордена Ленина и медали «Золотая Звезда».
После окончания войны Калганов был уволен в запас. Вернувшись на родину, работал инженером-проектировщиком. В 1950—1960 годах вновь служил в Советской Армии, был уволен в запас в звании майора. Умер 10 сентября 1980 года, похоронен в Краснодаре.
Был также награждён орденами Отечественной войны 2-й степени и Красной Звезды, рядом медалей.

## Память

Бюст И. П. Калганова на аллее Славы города Темрюк

- В городе Темрюк на аллее Славы был установлен бюст И. П. Калганова.